# Willem Arntsz

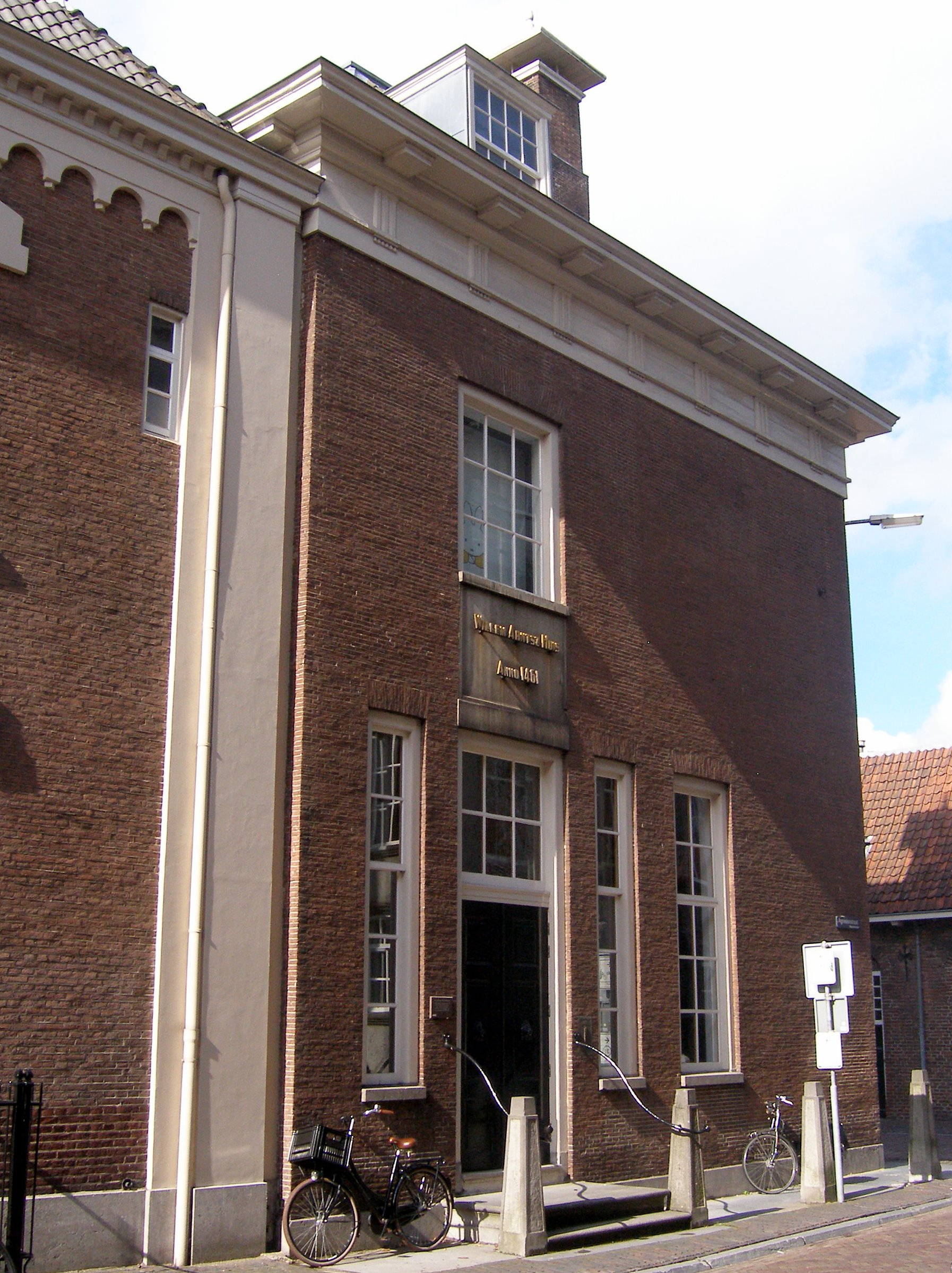
Willem Arntszhuis in Utrecht

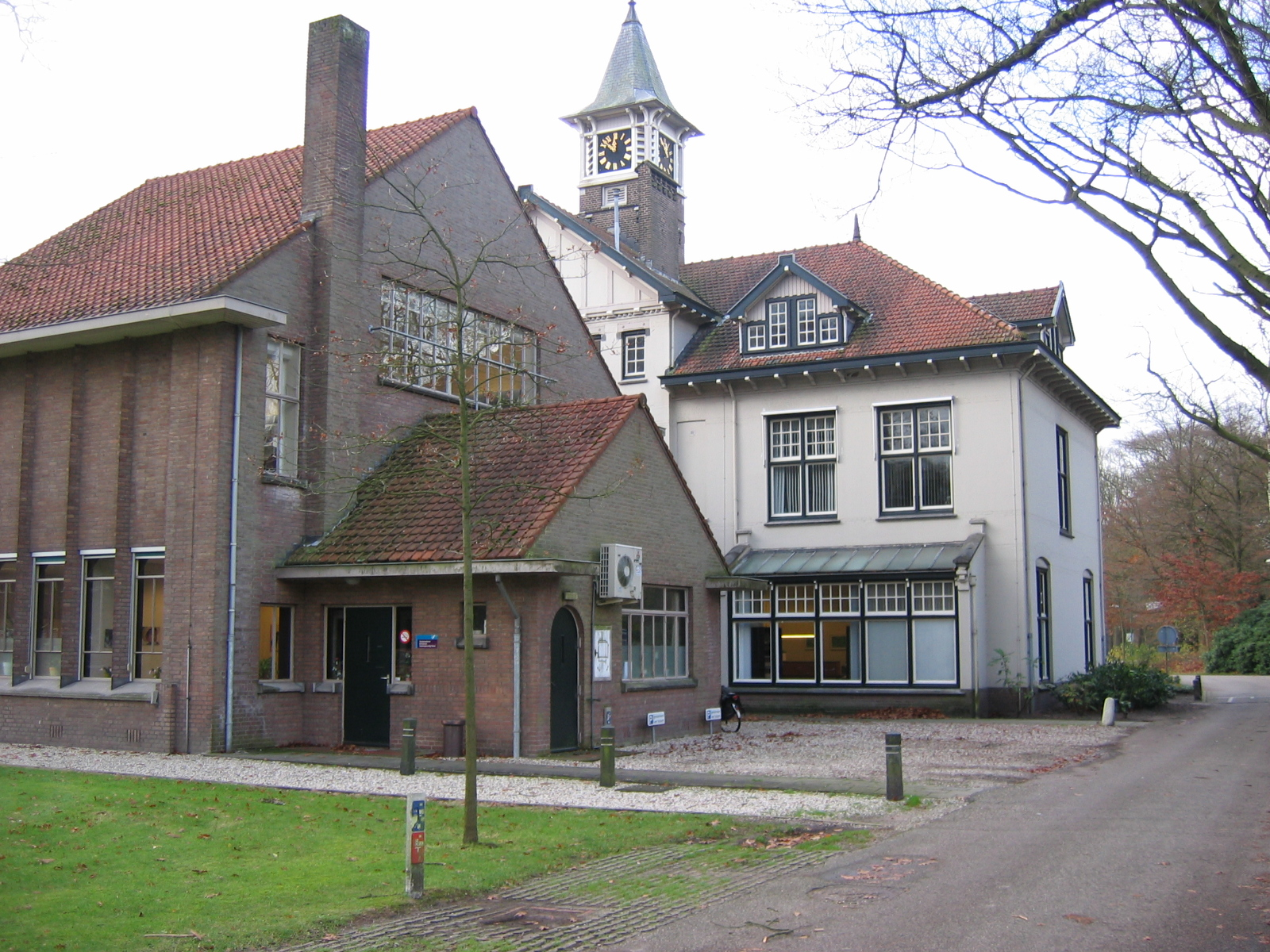
Directiegebouw Willem Arntsz Hoeve in Den Dolder

Willem Arntsz (? - circa 1459) was een vermogend Utrechts schepen in de 15e eeuw die in zijn testament geld naliet aan de broeders van het St. Barbara- en het St. Bartholomeusgasthuis om een gasthuis voor geesteszieken op te richten.
Willem Arntsz ondernam onder meer een tocht naar het Heilige Land. Ook was hij betrokken bij het Utrechts Schisma.
Na zijn dood werd op 26 januari 1461 een dolhuis opgericht in de binnenstad van Utrecht met het geld uit zijn nalatenschap. Het was het tweede dolhuis in de noordelijke Lage Landen, na dat uit 1442 van Reinier van Arkel in ’s-Hertogenbosch. Vanaf 1841 was het formeel een "Geneeskundig gesticht voor krankzinnigen". Het werd bestuurd door de Willem Arntsz Stichting. Sinds 1929 is de naam van de inrichting  het Willem Arntszhuis. In 1906-12 werd hier de Willem Arntsz Hoeve in Den Dolder aan toegevoegd. Thans zijn deze instellingen onderdeel van het geestelijke gezondheidszorg-conglomeraat Altrecht.

## Bekende patiënten
- Willem Kloos, dichter, verblijf van 1895 tot 1896.
- Johanna van Woude (pseudoniem van Sophie van Wermeskerken-Junius), schrijfster, verblijf van 1902 tot haar dood in 1904.
- Fré Dommisse, schrijfster, verblijf van 1917 tot ca. 1925 (Willem Arntsz Hoeve). Haar ervaringen beschreef ze in haar roman Krankzinnigen (1929).
- Jan Arends, schrijver, verblijf augustus 1968 tot februari 1969 en juni 1969 tot februari 1972. Hij schreef hier Keefman, Het gareel en Het ontbijt.
- Wouter Kusters, filosoof en schrijver, verblijf o.a. in 2007. Hij schreef erover in zijn werk, o.a. in Filosofie van de waanzin uit 2014.[2]